# Смоляновци
Смоляновци (болг. Смоляновци) — село в Болгарии. Находится в Монтанской области, входит в общину Монтана. Население составляет 1 035 человек.

## Политическая ситуация
В местном кметстве Смоляновци, в состав которого входит Смоляновци, должность кмета (старосты) исполняет Младен Петров Младенов (независимый) по результатам выборов правления кметства.
Кмет (мэр) общины Монтана — Златко Софрониев Живков (независимый) по результатам выборов в правление общины.